# تنگای آمانو
تنگای آمانو (انگلیسی: Tengai Amano؛ زادهٔ ۱ ژانویهٔ ۱۹۶۰) کارگردان فیلم، و نمایشنامه‌نویس اهل ژاپن است.